# لانگ‌وود (فلوریدا)
لانگ‌وود (به انگلیسی: Longwood) شهری در شهرستان سمینول ایالت فلوریدا است که در سال ۱۸۷۵ بنیان‌گذاری شده‌است. این شهر طبق سرشماری سال ۲۰۱۰ میلادی، ۱۳٬۶۵۷ نفر جمعیت داشته و مساحت آن نیز ۱۴٫۵ کیلومتر مربع است.